# (2793) Valdaj
(2793) Valdaj est un astéroïde de la ceinture principale.

## Description
(2793) Valdaj est un astéroïde de la ceinture principale. Il fut découvert le 19 août 1977 à Naoutchnyï par Nikolaï Tchernykh. Il présente une orbite caractérisée par un demi-grand axe de 3,17 UA, une excentricité de 0,03 et une inclinaison de 22,1° par rapport à l'écliptique.

## Compléments